# Холден, Лори
Хизер Лори Холден (англ. Heather Laurie Holden; род. 17 декабря 1969) — американо-канадская актриса, продюсер и борец за права человека. Она наиболее известна по ролям Мариты Коваррубиас в телесериале «Секретные материалы» (1996—2002), агента Оливии Мюррей в сериале «Щит» (2008) и Андреа в сериале «Ходячие мертвецы» (2010—2013). На большом экране она известна по ролям в фильмах «Мажестик» (2001), «Сайлент Хилл» (2006), «Мгла» (2007) и «Тупой и ещё тупее 2» (2014).

## Ранняя жизнь
Лори Холден родилась в Лос-Анджелесе, в семье актёров Ларри Холдена и Эдриэнн Эллис. Спустя пять лет после рождения дочери родители развелись, и она долгое время жила на два города — Лос-Анджелес и Торонто (актриса и сейчас обладает двойным американо-канадским гражданством). Когда её родители развелись, мать Холден вышла замуж за режиссёра Майкла Андерсона, который и открыл актёрские способности Лори, сняв её в своём мини-сериале «Марсианские хроники» в 1980 году. Будучи подростком она работала в качестве фотомодели в престижном агентстве в Торонто, а также исполняла небольшие роли на телевидении и в кино. Её дебютная роль на большом экране была в комедии 1986 года «Отдельные каникулы», после чего у неё были заметные роли в телесериалах «Капитан Пауэр и Солдаты будущего» и «Тайны отца Даулинга».

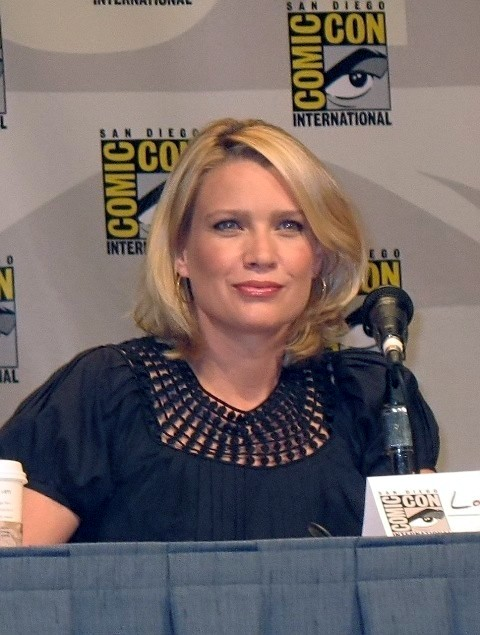
Лори Холден в 2007 году

После окончания средней школы Лори Холден бросила карьеру модели и поступила в Университет Макгилла, чтобы изучать экономику и философию. После года обучения она перевелась в Калифорнийский университет в Лос-Анджелесе, в котором получила степень бакалавра искусств в театральной области. Во время обучения она получила престижную премию имени Натали Вуд, присуждаемую наиболее перспективным студентам.

## Карьера
Лори Холден начала свою профессиональную карьеру актрисы в начале девяностых, одновременно работая как в Голливуде, так и Торонто, и вплоть до конца десятилетия исполняла гостевые роли в различных телесериалах, а также снималась в независимых и телевизионных фильмах. Она сыграла княгиню Екатерину Дашкову в телефильме 1991 года «Молодая Екатерина», а в 1996 году была номинирована на премию «Джемини», канадский эквивалент «Эмми», за роль в сериале «Строго на юг».

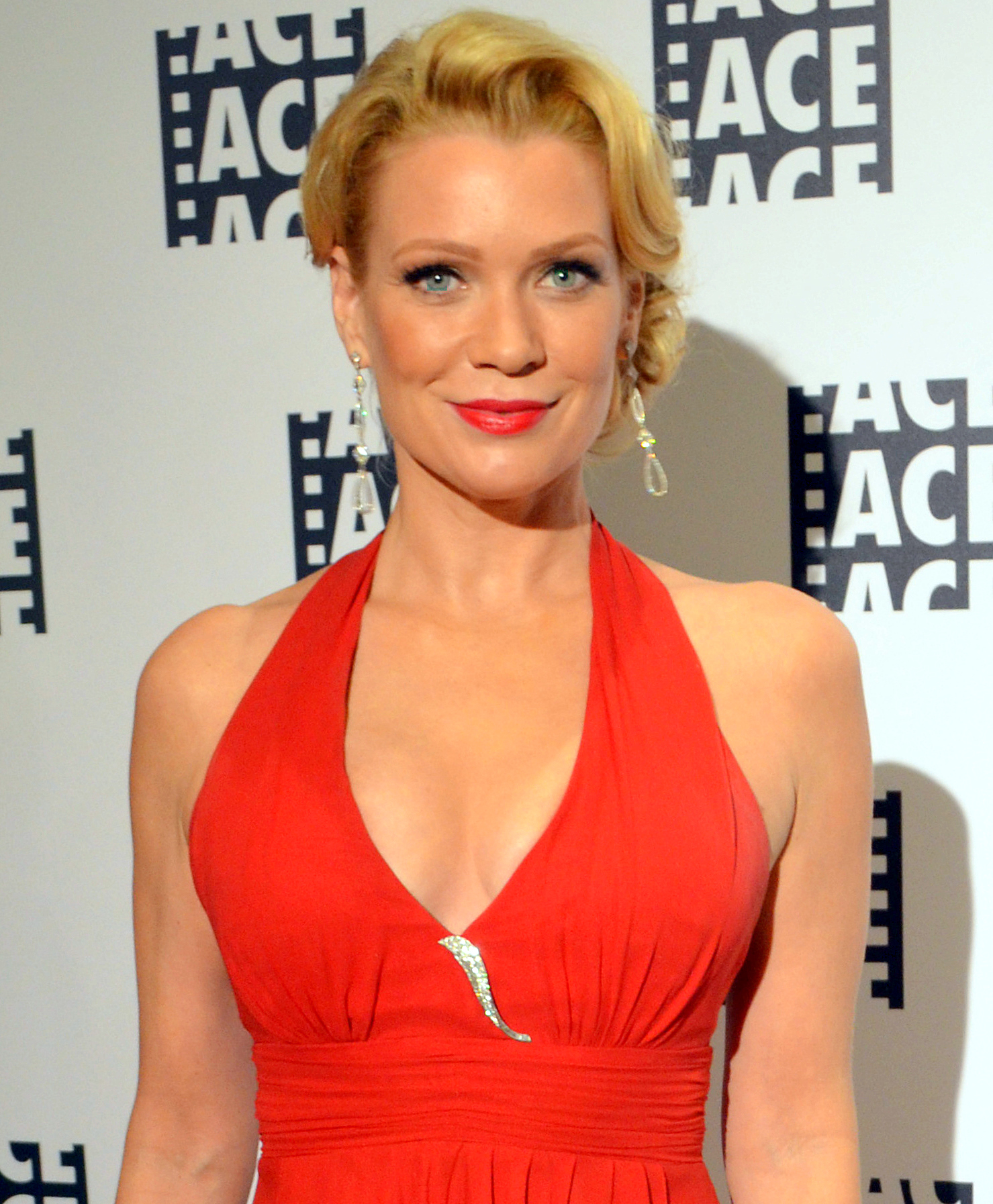
Лори Холден в 2012 году

В 1996 году Лори Холден получила роль уполномоченного представителя генерального секретаря ООН Мариты Коваррубиас в американском телесериале «Секретные материалы», в котором она периодически появлялась до 2002 года. Она добилась большей известности благодаря одной из главных ролей в телевизионном вестерне «Великолепная семёрка» (1998—2000), ремейке одноимённого кинофильма 1960 года.
В 2001 году Лори Холден была приглашена на главную женскую роль в кинофильме режиссёра Фрэнка Дарабонта «Мажестик». Хотя Холден получила хорошие отзывы от критиков за свою игру и экранный дуэт с Джимом Керри, фильм оказался провальным в прокате. После она выступала во многих театральных постановках, таких как «Кошка на раскаленной крыше», а в 2004 году сыграла роль главной героини, матери-одиночки в канадским фильме «Миллиарды Бэйли». В 2005 году она появилась в блокбастере «Фантастическая четвёрка». В 2006 году режиссёр Кристоф Ган пригласил Лори Холден на роль женщины-полицейского Сибилл Беннет в свой фильм «Сайлент Хилл» (2006). Гана впечатлила игра актрисы в фильме «Мажестик» и именно из-за этого он решил взять Холден на эту роль. «Сайлент Хилл» оказался весьма успешным в прокате и в следующем году актриса снялась в ансамблевом фильме режиссёра Фрэнка Дарабонта «Мгла», экранизации повести Стивена Кинга. Фильм получил хорошие отзывы от критиков и имел успех в прокате. В 2008 году Лори Холден вернулась на телевидение с ролью агента Оливии Мюррей в финальном сезоне телесериала «Щит».
В 2010 году Фрэнк Дарабонт начал разрабатывать экранизацию «комикса Ходячие мертвецы» и пригласил Лори Холден на роль Андреа, феминистки и адвоката, являющейся одним из главных героев сериала и комикса. Премьера телесериала «Ходячие мертвецы» состоялась в конце 2010 года и проект быстро оказался успешен и наращивал аудиторию с каждым из последующих сезонов, став самой успешной драмой в истории кабельного телевидения и самым рейтинговым сериалом на телевидении в 2012 году. В сериале помимо Холден снялись Мелисса Макбрайд и Джеффри Деманн, ранее также снявшиеся в «Мгле». За свою роль в шоу она номинировалась на премии «Сатурн» и «Крик» в 2011 и 2013 годах. Холден покинула сериал в финале третьего сезона, когда её героиня погибла.
После ухода из сериала «Ходячие мертвецы», Холден взяла на себя роль злодейки в комедийном фильме «Тупой и ещё тупее 2», выпущенном в 2014 году. Одновременно с этим она была утверждена на главную роль в планируемом спин-оффе сериала TNT «Особо тяжкие преступления», появляясь в нескольких эпизодах основного шоу. После того, как канал отказался от её спин-оффа, в 2015 году Холден была приглашена на основную роль в другой спин-офф. Она присоединилась к актёрскому составу, включающего в себя Яя Дакосту и С. Эпату Меркерсон в спин-офф сериала NBC «Пожарные Чикаго» — «Клиника Чикаго», играя роль жёсткого и бесстрашного хирурга. В августе 2015 года Холден решила покинуть сериал после съёмок пилотного эпизода по личным причинам.
14 ноября 2019 года в российский прокат вышла анимационная комедия «Стражи Арктики», в оригинальной версии которой Холден озвучила Дакоту.

## Фильмография

### Фильмы
| Год  | Название на русском              | Название на английском    | Роль                      | Примечания |
| ---- | -------------------------------- | ------------------------- | ------------------------- | ---------- |
| 1986 | Отдельные каникулы               | Separate Vacations        | Карен                     |            |
| 1989 | Вещественное доказательство      | Physical Evidence         | девушка Мэтта             |            |
| 1991 | Молодая Екатерина                | Young Catherine           | Княгиня Екатерина Дашкова |            |
| 1994 | Война с реальностью: Лаборатория | TekWar: TekLab            | Рэйчел Тюдор              |            |
| 1995 | Пощады не будет                  | Expect No Mercy           | Викки                     |            |
| 1996 | Следопыт                         | The Pathfinder            | Мабель Данэм              |            |
| 1996 | Приговор времени                 | Past Perfect              | Элли Марсей               |            |
| 1997 | Эхо                              | Echo                      | Скарлетт Антонелли        |            |
| 1997 | Алиби                            | Alibi                     | Бет Поласки               |            |
| 1997 | Пистолет мертвеца                | Dead Man’s Gun            | Бонни Лоррайн             |            |
| 2000 | Гонки во времени                 | The Man Who Used to Be Me | Эми Райан                 |            |
| 2001 | Мажестик                         | The Majestic              | Адель Стэнтон             |            |
| 2004 | Миллиарды Бэйли                  | Bailey’s Billion$         | Мардж Мэггс               |            |
| 2005 | Фантастическая четвёрка          | Fantastic Four            | Дебби Макильвейн          |            |
| 2006 | Сайлент Хилл                     | Silent Hill               | Сибил Беннет              |            |
| 2007 | Мгла                             | The Mist                  | Аманда Дамфрис            |            |
| 2008 |                                  | Meet Market               | Билли                     | камео      |
| 2013 |                                  | Honeytrap                 |                           | Продюсер   |
| 2014 | Тупой и ещё тупее 2              | Dumb and Dumber To        | Адель Пичлоу              |            |
| 2018 | Закатать в асфальт               | Dragged Across Concrete   | Мелани Риджмэн            |            |
| 2019 | Стражи Арктики                   | Arctic Justice            | Дакота                    | озвучка    |

### Телевидение
| Год       | Название на русском              | Название на английском                   | Роль                             | Примечания                                                    |
| --------- | -------------------------------- | ---------------------------------------- | -------------------------------- | ------------------------------------------------------------- |
| 1980      | Марсианские хроники              | The Martian Chronicles                   | Мэри Уайлдер                     | мини-сериал                                                   |
| 1988      | Капитан Пауэр и Солдаты будущего | Captain Power and the Soldiers of Future | Эрин                             | 1 эпизод, «Gemini and Counting»,                              |
| 1991      | Тайны отца Даулинга              | Father Dowling Mysteries                 | Джойс Моррисон / Джудит Карсвелл | 1 эпизод, «The Hardboiled Mystery»                            |
| 1993      |                                  | Secret Services                          | Суки                             | 1 эпизод, «Larceny Inc./Reach Out and Rob Someone/Jet Threat» |
| 1993      |                                  | Scales of Justice                        | Нэнси Оакс                       | 1 эпизод, « Who Killed Sir Harry Oakes?»                      |
| 1993      |                                  | Family Passions                          | Клер                             |                                                               |
| 1993      |                                  | Destiny Ridge                            | Дарлен Куболек                   |                                                               |
| 1995      | Строго на юг                     | Due South                                | Джилл Кеннеди                    | 1 эпизод, «Letting Go»                                        |
| 1995—1996 | Горец                            | Highlander: The Series                   | Дебра Кэмпбелл                   | 2 эпизода, «Homeland» and «Dramatic License»                  |
| 1996      | Она написала убийство            | Murder, She Wrote                        | Шерри Сэмпсон                    | 1 эпизод, «What You Don’t Know Can Kill You»                  |
| 1996      | Полтергейст: Наследие            | Poltergeist: The Legacy                  | Кора Дженнингс / Сара Браунинг   | 1 эпизод, «Thirteenth Generation»                             |
| 1996      |                                  | Two                                      | Мадлен Рейнольдс                 | 1 эпизод, «Many Happing Return»                               |
| 1996—2002 | Секретные материалы              | The X-Files                              | Марита Коваррубиас               | 10 эпизодов                                                   |
| 1998—2000 | Великолепная семёрка             | The Magnificent Seven                    | Мэри Трэвис                      | Регулярная роль, 18 эпизодов                                  |
| 2000      | За гранью возможного             | The Outer Limits                         | Сюзан Макларен                   | 1 эпизод, «Breaking Point»                                    |
| 2001      |                                  | Big Sound                                | Пайпер Моран                     | 1 эпизод, «Shabbas Bloody Shabbas»                            |
| 2008      | Щит                              | The Shield                               | Оливия Мюррей                    | Регулярная роль, 13 эпизодов                                  |
| 2010—2013 | Ходячие мертвецы                 | The Walking Dead                         | Андреа                           | Регулярная роль, 35 эпизодов                                  |
| 2014—2015 | Особо тяжкие преступления        | Major Crimes                             | Энн Макгиннис                    | 3 эпизода                                                     |
| 2015      | Пожарные Чикаго                  | Chicago Fire                             | Доктор Ханна Трэмбл              |                                                               |
| 2015      | Клиника Чикаго                   | Chicago Med                              | Доктор Ханна Трэмбл              | Пилотный эпизод                                               |
| 2022      | Пацаны                           | The Boys                                 | Алая Графиня                     |                                                               |